# Joseph Smith III
Joseph Smith III (ur. 6 listopada 1832 w Kirtland, zm. 10 grudnia 1914 w Independence) – amerykański duchowny, najstarszy syn proroka Józefa Smitha i jego następca w Zreorganizowanym Kościele Jezusa Chrystusa Świętych w Dniach Ostatnich (obecnie: Społeczności Chrystusa).
W dokumencie z dn. 17 stycznia 1844 r. Joseph Smith, Jr., założyciel ruchu Świętych w Dniach Ostatnich, wyznaczył swego najstarszego syna – Josepha Smitha III na swego następcę w urzędzie Prezydenta-Proroka. Szesnaście lat później, podczas Konferencji w Amboy został on wyświęcony na to stanowisko.
Urząd Prezydenta-Proroka Joseph Smith III sprawował w latach 1860–1914. Jego doradcą w Pierwszym Prezydium był William Marks. Całe życie był mocnym oponentem idei wielożeństwa. Redaktor czasopisma Saint's Herald.
Żonaty dwukrotnie:
- z Emmeline Griswold
  - synowie: Frederick Madison Smith i Israel Alexander Smith
- z Adą Clark
  - syn: William Wallace Smith